# Christian Pocket Show
Christian Pocket Show é a primeira turnê solo do cantor, ator e compositor mexicano Christian Chávez.
Consiste em uma série de Shows Promocionais (apresentações de curta duração) que ocorreram em 4 países Brasil,Colômbia,Estados Unidos e México. (todas as apresentações com o famoso "Meet & Greet").
Christian Pocket Show iniciou-se em 25 de Setembro de 2009, em Curitiba e teve o intuito de promover os dois novos singles Pedazos e Quiero Volar. Previstos para o primeiro álbum solo do cantor. E dando término em Los Angeles.

## Repertório
Christian Pocket Show não teve uma tracklist oficial, isto é, as canções apresentadas variaram em cada Pocket Show. Estas são as canções cantadas durante a turnê: 
1. A La Orilla
2. A Tu Lado
3. I Wanna Be The Rain
4. Pedázos
5. Quisiera Ser
6. Tu Amor
7. Uma Canção
8. Un Pouco de Tu Amor
9. Una Canción
10. Aun Sin Ti (Apenas na América do Norte)
11. En Donde Estás (Apenas na América do Norte)
12. Almas Transparentes (Apenas na América do Norte)

(Entre uma música e outra, Christian Chávez conversou e interagiu com seus fãs)

## Datas
| América do Norte       |                  |                |                                                     |
| 24 de Abril de 2009    | Nova York        | Estados Unidos | -                                                   |
| América do Sul         |                  |                |                                                     |
| 25 de Setembro de 2009 | Curitiba         | Brasil         | John Bull Music Hall                                |
| 26 de Setembro de 2009 | Porto Alegre     | Brasil         | Opinião                                             |
| 27 de Setembro de 2009 | Brasília         | Brasil         | Trend Lounge Bar                                    |
| 28 de Setembro de 2009 | Belo Horizonte   | Brasil         | Music Hall                                          |
| 30 de Setembro de 2009 | Rio de Janeiro   | Brasil         | Scala Rio                                           |
| 1º de Outubro de 2009  | São Paulo        | Brasil         | 'Carioca Club                                       |
| 24 de Abril de 2010    | Bogotá           | Colômbia       | -                                                   |
| América do Norte       |                  |                |                                                     |
| 30 de Abril de 2010    | Cidade do México | México         | Vivo 40                                             |
| 1º de Maio de 2010     | Monterrey        | México         | -                                                   |
| 16 de Junho de 2010    | Los Angeles      | Estados Unidos | Long Beach Gay Pride 2010                           |
| 16 de Julho de 2010    | Cidade do México | México         | Volá Acoustic Show - Sin Reservas(Ritmo Son latino) |
| 25 de Julho de 2010    | Texas            | Estados Unidos | City Walk Concierto                                 |
| 26 de Julho de 2010    | Las Vegas        | Estados Unidos | -                                                   |
| 27 de Julho de 2010    | Denver           | Estados Unidos | House Of Blues                                      |
| 3 de Agosto de 2010    | Chicago          | Estados Unidos | House Of Blues                                      |
| 21 de Agosto de 2010   | Los Angeles      | Estados Unidos | San Jose Gay Pride                                  |
| Turnê Encerrada        |                  |                |                                                     |